# Geir Mediås
Geir Mediås (Steinkjer, 6 febbraio 1962) è un ex calciatore norvegese, di ruolo portiere.

## Carriera

### Club
Mediås giocò con la maglia dello Steinkjer dal 1978 al 1984. Proprio nel corso del 1984, si trasferì al Vålerengen, dove rimase fino al 1987.

### Nazionale
Conta 3 presenze per la Norvegia under 21. Esordì il 30 novembre 1981, nella vittoria per 1-4 contro gli Emirati Arabi Uniti under 21.

## Palmarès

### Club

#### Competizioni nazionali
- Campionato norvegese: 1

Vålerengen: 1984